# Puccinia longissima
Puccinia longissima ist eine Ständerpilzart aus der Ordnung der Rostpilze (Pucciniales). Der Pilz ist ein Endoparasit von Fetthennen und Rhodiola-Arten sowie von Schillergräsern. Symptome des Befalls durch die Art sind Rostflecken und Pusteln auf den Blattoberflächen der Wirtspflanzen. Sie ist in der westlichen Paläarktis verbreitet.

## Merkmale

### Makroskopische Merkmale
Puccinia longissima ist mit bloßem Auge nur anhand der auf der Oberfläche des Wirtes hervortretenden Sporenlager zu erkennen. Sie wachsen in Nestern, die als gelbliche bis braune Flecken und Pusteln auf den Blattoberflächen erscheinen.

### Mikroskopische Merkmale
Das Myzel von Puccinia longissima wächst wie bei allen Puccinia-Arten interzellulär und bildet Saugfäden, die in das Speichergewebe des Wirtes wachsen. Die systemisch wachsenden Aecien der Art besitzen 24–27 × 21–24 µm große, kugelige bis längliche, hyaline bis gelbliche Aeciosporen. Die gelbbraunen Uredien der Art wachsen meist oberseitig auf den Blättern der Wirtspflanze. Ihre goldenen bis gelblichen Uredosporen sind für gewöhnlich kugelig bis eiförmig, 25–29 × 23–26 µm groß und fein stachelwarzig. Die meist blattoberseitig wachsenden Telien der Art sind schwarzbraun, kompakt und früh unbedeckt. Die haselnussbraunen Teliosporen des Pilzes sind zweizellig, in der Regel zylindrisch bis lang keulenförmig und 70–100 × 17–22 µm groß. Ihre Stiele sind bräunlich und bis zu 25 µm lang.

## Verbreitung
Das bekannte Verbreitungsgebiet von Puccinia longissima umfasst Europa und Nordafrika.

## Ökologie
Die Wirtspflanzen von Puccinia longissima sind für den Haplonten Fetthennen (Sedum spp.) und Rhodiolum spp. sowie schillergräser (Koeleria spp.) für den Dikaryonten. Der Pilz ernährt sich von den im Speichergewebe der Pflanzen vorhandenen Nährstoffen, seine Sporenlager brechen später durch die Blattoberfläche und setzen Sporen frei. Die Art verfügt über einen Entwicklungszyklus mit Telien, Uredien, Spermogonien und Aecien und macht einen Wirtswechsel durch.